# Poslední přání
Poslední přání (v polském originále Ostatnie życzenie) je jedna ze tří sbírek povídek o Zaklínači od Andrzeje Sapkowského, vydaná v originále roku 1993. První vydání českého překladu vyšlo v roce 1999 u nakladatelství Leonardo. V novém českém vydání se Poslední přání řadí jako první díl ságy o Zaklínači, následován Mečem osudu, který ovšem v polském originále vyšel již v roce 1992. 

Knížka obsahuje sedm povídek, z čehož je šest o Zaklínači Geraltu z Rivie, a jeden rámcový příběh Hlas rozumu.

## Děj

### Cesta, z níž není návratu
Čarodějka Visenna spolu s rytířem Korinem, kterého potkala zraněného na cestě, přijíždí do osady Klíč, kterou sužuje černokněžník Fregenal. Ten stvořil kostěje a najal bandu loupežníků složenou z lidí, vranů, elfů a bobolaků. Vissena s Korinem a rolníky na kostějovce plánují zaútočit, ale k boji nedojde, protože bobolak Kehl se stal vůdcem tlupy loupežníků, domluvil se s lidmi na příměří a s tlupou odešel. Vissena poté pustí na svobodu Fregenala pod podmínkou, že jim pomůže zabít kostěje. Fregenal je ovšem zradí a naláká je do pasti. Moc k užitku mu to ovšem není, protože ho následně zabije sekera kováře Mikula. Visseně se následně podaří kostěje zabít, ale ten ještě předtím smrtelně zraní Kehla, který se vrátil jim pomoci. Kehl na svá zranění umírá a Vissena s Korinem odjíždějí pryč.

### Hlas rozumu
Jedná se o rámcový příběh, který uvozuje všechny příběhy (s výjimkou Cesty, z níž není návratu). Postupně se dozvídáme o  Geraltově zotavování ve Svatyni Melitelé, které podstupuje kvůli zraněním, utrženým při souboji se strigou. Do Svatyně Melitelé následně přijíždí bard Marigold, Geraltův starý přítel a společně vzpomínají na svou výpravu na konec světa - do údolí Dol Blathanna. Dozvídáme se také o snaze čarodějky Yennefer vyléčit svou neplodnost a také o počátku jejího vztahu se zaklínačem. Ještě před odjezdem ovšem musí Geralt svést souboj s rytířem Taillesem, který ho vyzval. Rytíř Tailles z Dornaldu ho musí poznamenat fyzickou stopou tímhle soubojem. Geralt ho nesmí uhodit vlastním mečem a prohrát, jinak by byl potrestán. Zaklínač při jednom z úderů trefí Taillesův meč a odrazí se do jeho tváře, která ho poznamená jizvou. Geralt neporušil pravidla, poněvadž se rytíř uhodil sám. Geralt souboj vyhrává a spolu s Marigoldem odjíždí pryč. Při jejich odjezdu jedna z novicek upadne do transu a předpoví Geraltovi budoucnost.

### Zaklínač
Zaklínač Geralt z Rivie přijíždí do temerského města Wyzima, kde zakletá dcera krále Foltesta v podobě strigy již dlouho zabíjí občany města. K odčarování princezny je nutno strávit jednu noc v její blízkosti a přežít. Tento nelehký úkol se Geraltovi podaří splnit a princeznu odčarovat, za což od krále Foltesta získá odměnu v podobě tří tisíc orénů.

### Zrnko pravdy
Při své cestě objeví Geralt dvě mrtvá těla. Stopy ho zavedou až ke stavení, kterému vládne prokletý loupežník Nivellen. Avšak není to pravý netvor, neboť se dokáže dotknout stříbra. Prokletí se chce, ale zároveň nechce zbavit, poněvadž díky němu má nadlidské schopnosti, ale má strach, že by se mohl stát pravým netvorem. Geraltovi vypraví o svém osudu, jak se stal vůdcem loupežníků a jak přišel ke svému prokletí. Jednou při přepadení jednoho chrámu ho proklela jakási kněžka za znásilnění. Dále vypráví zaklínačovi o tom, jak se pokoušel zbavit prokletí, a to jako v pohádce – polibkem/láskou krásné panny. Nivellenův otec nashromáždil malé jmění, takže otcové rádi přiváděli jejich dcery k Nivellenovým branám. Kletby ho sice nezbavily, ale sám Nivellen o její zlomení nakonec ztratil zájem. Žádná z jeho nápadnic s ním ale nakonec nezůstala, až na tu poslední, Vereenu, o které si myslí, že je rusalka. Z Vereeny se ovšem vyklube bruxa, extrémně nebezpečný druh upíra. Vereena se pokusí zabít Geralta a při následném souboji je zabita Nivellenem. Tím, že Nivellen zabije dívku, kterou miloval, ze sebe strhne prokletí a stane se znovu člověkem.

### Menší zlo
Geralt ve městečku Blaviken v krčmě potkává svého starého přítele fojta Caldemeyna. Radí zaklínačovi, aby svůj úlovek, kikimoru, prodal tamnímu mágu Irionovi. Přichází k věži čaroděje a Caldemeyn klepadlu ve tvaru ryby řekne, že s ním je Geralt z Rivie. Klepadlo odvětí negativně. Geralt se sám představí klepadlu a Irion ho pozná podle hlasu. Poté, co vstoupí do věže pozná, že je to jeho starý známý mág Stregobor. Ten se mu svěří, že se ho snaží zabít Renfri, bývalá princezna stižená tzv. Kletbou černého Slunce, spolu se svojí tlupou. Renfri Stregobora pronásleduje, protože ten se ji dříve kvůli její kletbě snažil zabít a měl na svědomí i její vyhnání z domova. Renfri přišla o život princezny a stala se loupežnicí a vražedkyní. Geralt, přestože se do celé věci nechce míchat, se nakonec musí rozhodnout. Jelikož se Stregobor zavřel ve své věži, do které se nikdo nedostane, plánuje Renfri začít vraždit obyvatele města, a tím přimět Stregobora se vzdát. Geralt proto svede boj se členy její tlupy, všechny zabije a poté v souboji usmrtí i Renfri. I přesto, že zachránil obyvatele města, je mu připsána přezdívka Řezník z Blavikenu, a je navždy vyhnán z města.

### Otázka ceny
Královna Cintry, Callanthé, pozve Geralta na námluvy své dcery, princezny Pavetty. Geralt zde má zajistit, aby se Pavetta provdala za nějakého šlechtice ze Skellige, jelikož by tento sňatek byl pro Cintru výhodný. Geralt se snaží Callanthé vysvětlit, že není nájemný vrah, nýbrž zaklínač, ale Callanthé tento fakt nebere na vědomí a tvrdí, že je to pouze otázka ceny. Na hostinu přijde i Ježek z Erlenwaldu, rytíř, který má díky prokletí od svítání do půlnoci tvář ježka a od půlnoci do svítání normální lidskou podobu. Ježek si dělá nárok na Pavettu, protože před patnácti lety zachránil jejímu otci, králi Roegnerovi, život. Roegner mu za odměnu slíbil, že mu dá to, co nečeká a co nalezne doma po svém příjezdu. Ono překvapení byla jeho novorozená dcera, princezna Pavetta. Ta se s Dunym, což je Ježkovo pravé jméno, schází již rok, miluje ho a chce si ho vzít. Královna přikáže strážím, aby Dunyho zabili, ale Pavetta díky své skryté Moci začne ničit vše v místnosti. Geraltovi s druidem Myšilovem se podaří Pavettinu Moc, kterou ona sama již nezvládne ovládat, zastavit. Královna Callanthé poté prohlásí, že dává Dunymu Pavettu, čímž zlomí prokletí. Duny, který se chce Geraltovi odvděčit, mu řekne, že mu dá cokoliv, o co požádá. Geralt požádá o to, co již Duny má, ale neví o tom (zákon překvapení). Chvíli poté Duny zjistí, že s Pavettou čeká dítě.

### Konec světa
Geralt s Marigoldem přijíždí do Dol Blathanna (Údolí květů), kde hledá novou práci. V jedné vesnici mají problém s čertem, který jim krade obilí a ničí věci ve vesnici. Geralta s Marigoldem při snaze čerta vyhnat zajme skupina elfů. Čert jménem Torque totiž pro elfy, kteří trpí hladomorem, krade potraviny z vesnice. Jelikož elfové nemohou dovolit, aby měli svědky, chtějí Geralta i Marigolda zabít. S tím ovšem nesouhlasí Torque, který je chce bránit. Na poslední chvíli k elfům přijde Dana Méadbh, Polní panna, které jsou elfové plně oddaní. Elfové poté pouští Geralta a Marigolda, a ti společně s Torquem probírají osud elfů.

### Poslední přání
Marigolda zraní džin, mocný génius povětří, osvobozený z láhve. Geralt se proto vydává do města Rinda, kde na pomoc najde čarodějku Yennefer z Vengebergu. Ta sice Marigolda vyléčí, zároveň ale očaruje Geralta a s jeho pomocí se pomstí lidem ve městě, kteří ji pomlouvali. Poté chce džina vyvolat a chytit ho. Geralt, ze kterého mezitím již spadlo zakletí, se vrací zpátky a snaží se v tom Yennefer zabránit. Té se džina nedaří chytit, protože ten Geraltovi splnil pouze dvě přání a nemůže odejít, dokud nesplní třetí. Geraltovo poslední přání je Yennefer, do které se zamiluje. Džin poté odlétá pryč a Geralt zůstává s Yennefer.